# 福智山ろく花公園

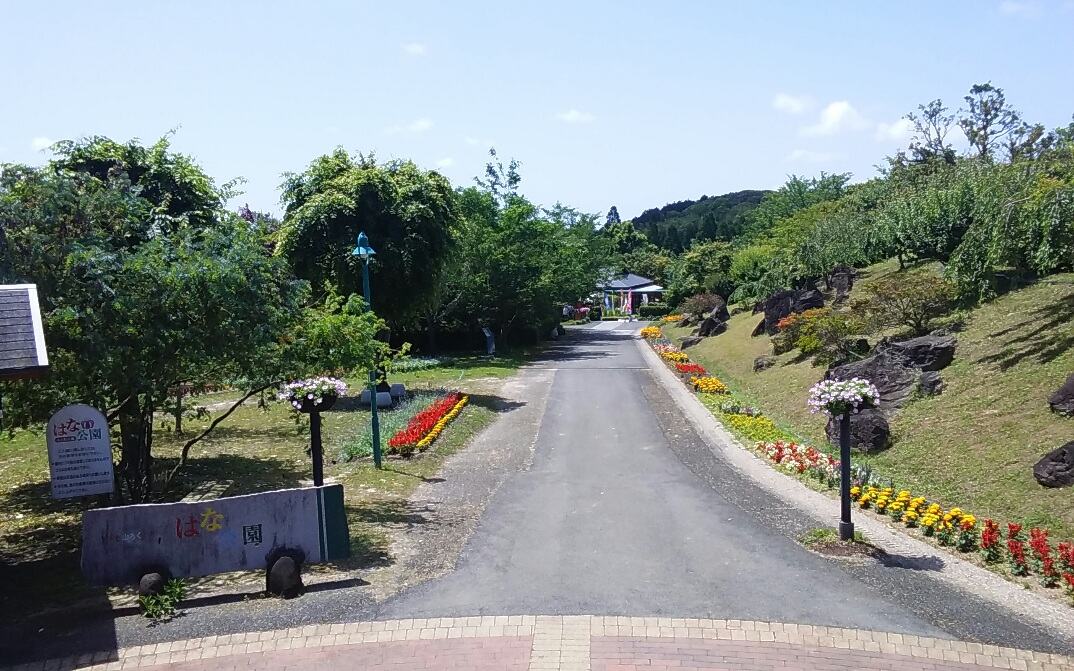
公園の入口

福智山ろく花公園（ふくちさんろくはなこうえん）は、福岡県直方市にある公園。

## 概要
その名の通り福智山麓に位置する花公園。春は桜やポピー、夏はアジサイやスイレン、秋はコスモスといった四季折々の花々を楽しむことができる。また「百合原」という地名の通り、ユリの種類も豊富。
園内では花苗や植木などの工芸品の販売も行っているほか、休憩所の茶店ではお茶と軽食なども販売している。また、芝生広場のアスレチックで遊ぶこともできる。

## 利用情報
- 所在地

福岡県直方市永満寺1498
- 入園料

大人300円、こども100円。
- 開園時間

9:00〜17:00。
- 休園日

月曜日（祝日のときはその翌日）。

## ギャラリー

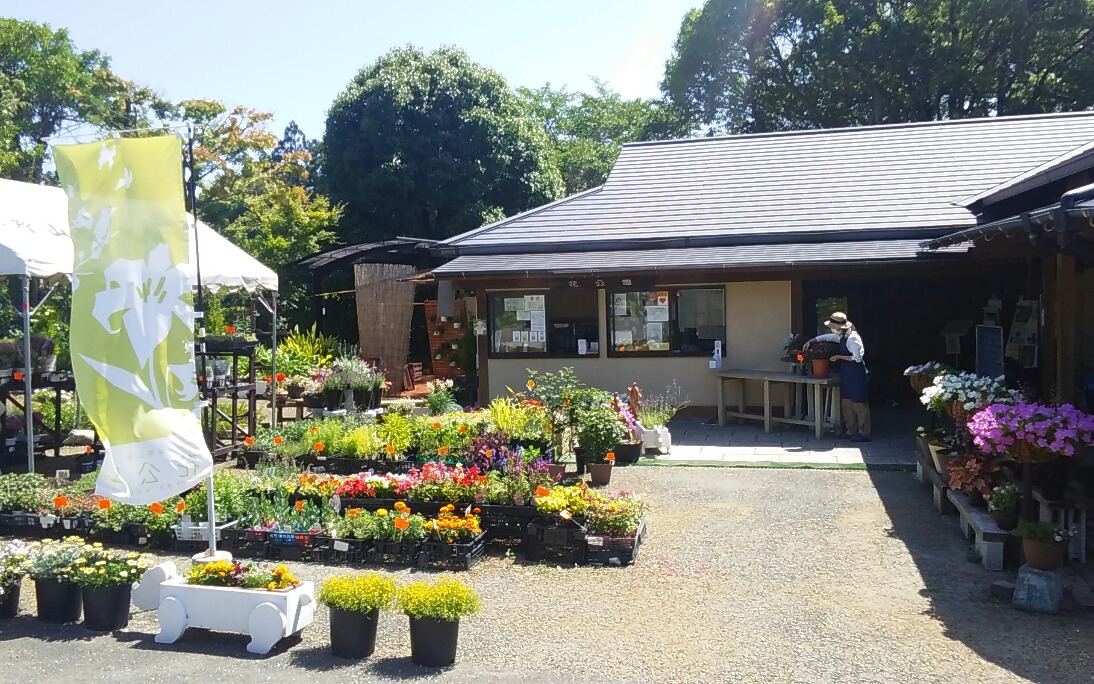
管理棟
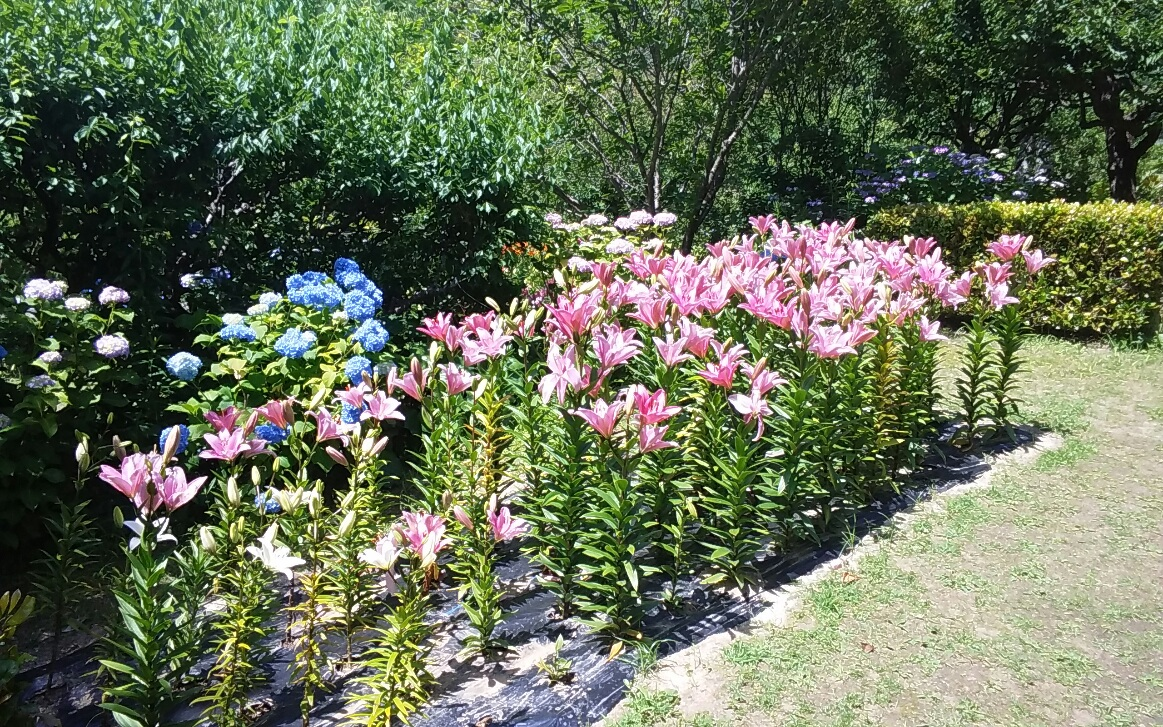
アジサイとスカシユリ
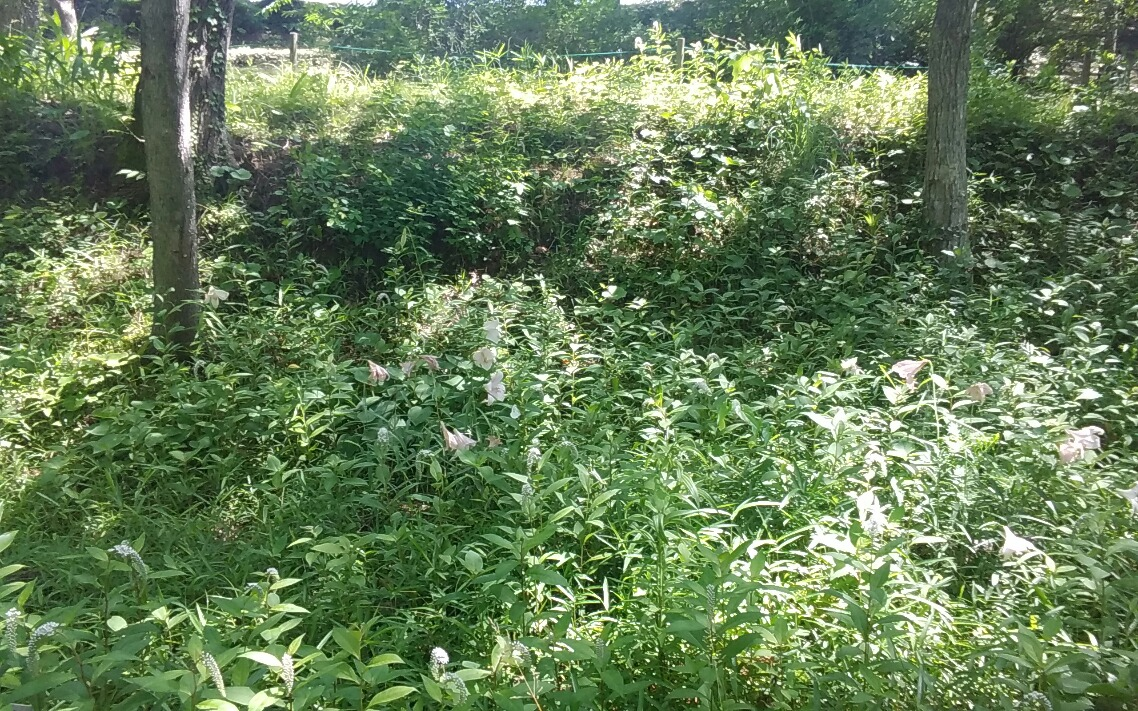
山野草とササユリ
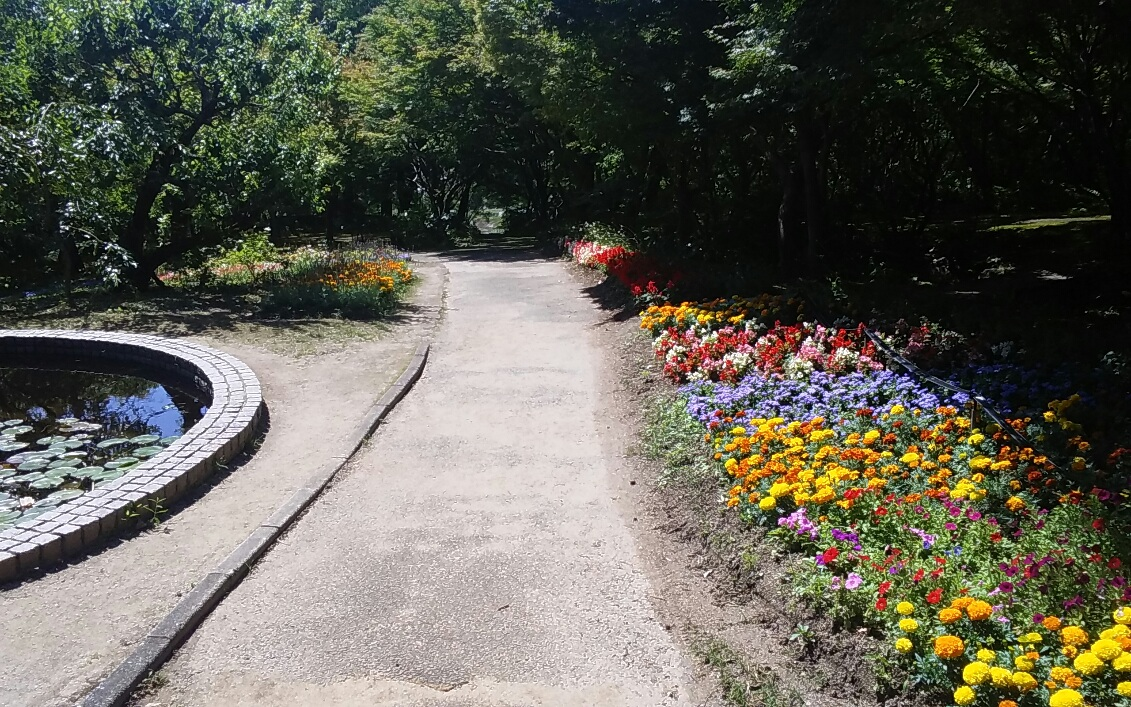
マリーゴールドの咲く園路とハス池
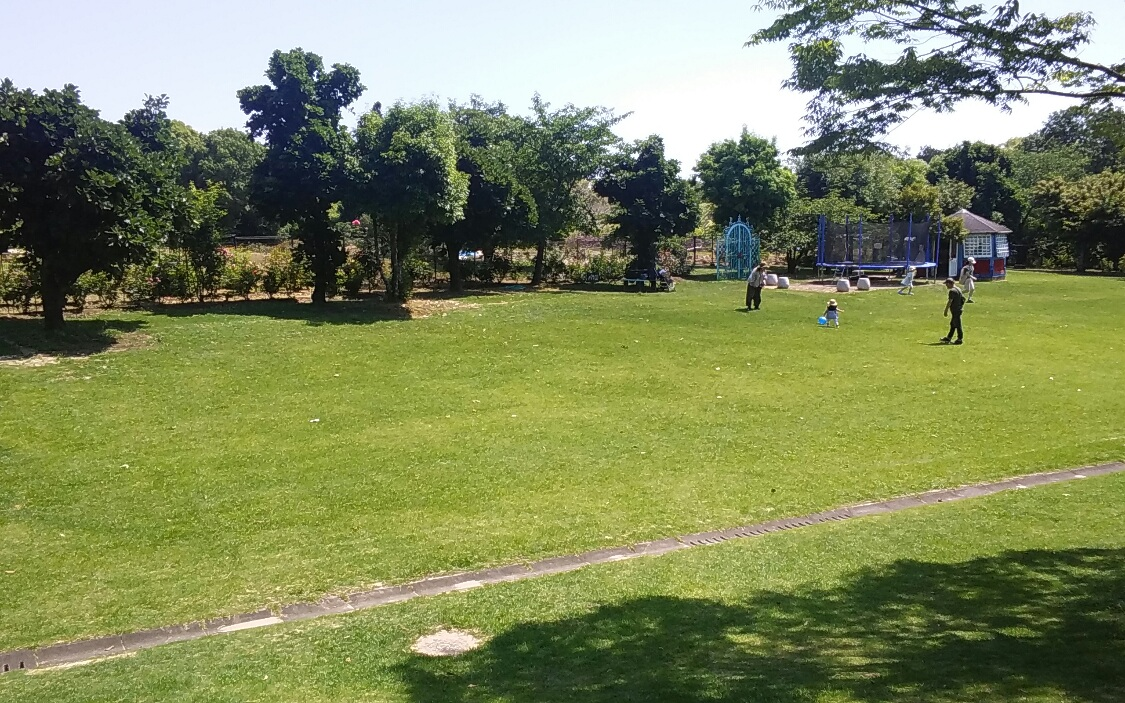
芝生広場

## 交通アクセス
- JR九州筑豊本線直方駅から西鉄バス永満寺循環線に乗車し「永満寺」下車、徒歩15分（1.2km）。
- マイカーの場合、九州自動車道鞍手インターチェンジから約12.5km。もしくは八幡インターチェンジから約7km。
- 駐車場あり